# Seehausen (Altmark)
Seehausen (Altmark) – miasto w Niemczech, w kraju związkowym Saksonia-Anhalt, w powiecie Stendal, siedziba gminy zbiorowej Seehausen (Altmark). Według danych z roku 2009 miasto liczy 5 451 mieszkańców.
1 stycznia 2010 do miasta przyłączono gminy Beuster, Geestgottberg i Losenrade.